# 博爾頓 (密蘇里州)
博爾頓（英語：Bolton）是位於美國密蘇里州哈里森縣的非建制地區。

## 歷史
博爾頓的郵局於1858年設立，其後於1903年停運。

## 地理
博爾頓所處的海拔為高於海平面290米（即951英呎），而該地所採用的時區為UTC-6，即北美中部時區（CST）。同時該地設有夏令時間，為UTC-6調快一小時，即UTC-5（CDT）。